# Rivière Yser
Pour les articles homonymes, voir Yser (homonymie).
La rivière Yser est un affluent de la rivière Chochocouane, coulant dans Senneterre et dans le territoire non organisé du Réservoir-Dozois, dans la municipalité régionale de comté (MRC) de La Vallée-de-l'Or, dans la région administrative de l’Abitibi-Témiscamingue, au Québec, au Canada.
Le cours de la rivière Yser traverse successivement le canton d’Yser, la pointe Ouest du comté de Montcalm et le canton de Champrodon. Son cours se dirige vers le sud pour entrer dans la partie nord de la Réserve faunique La Vérendrye.
La rivière Yser coule entièrement en territoire forestier. La principale activité économique de se bassin versant est la foresterie. La surface de la rivière est habituellement gelée du début de décembre à la fin-avril.

## Géographie

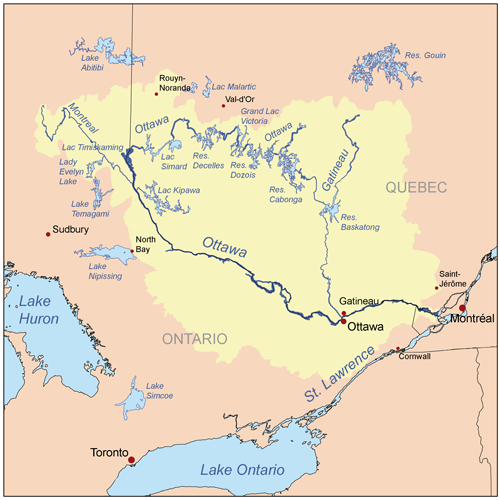
Bassin Ottawarivermap.pngde la rivière des Outaouais.

La rivière Yser prend sa source à l’embouchure du lac Amyot (longueur : 4,5 km ; altitude : 391 m). La superficie du lac Amyot s’étend entièrement dans le canton d’Ypres.
L’embouchure du lac Amyot est située à 20,1 km au nord de la confluence de la rivière Yser, à 44,6 km au nord de la confluence de la rivière Chochocouane, à 13,1 km à l'est du lac Matchi-Manitou, à 48,3 km au nord-ouest du réservoir Cabonga, à 55,8 km au sud-est du centre du village de Senneterre.
Les principaux bassins versants voisins sont :
- côté nord : rivière Marquis, rivière Assup, ruisseau Camitakit ;
- côté est : ruisseau Camitakit, rivière Chochocouane ;
- côté sud : ruisseau Kitchener, réservoir Dozois, rivière Chochocouane ;
- côté ouest : lac Matchi-Manitou, rivière Shamus, rivière Denain, rivière Canimiti.

À partir du lac Amyot, la rivière Yser coule sur 24,1 km selon les segments suivants :
- 1,9 km vers le sud, jusqu'au fond d’une baie de la rive nord du lac Yser ;
- 12,3 km vers le sud, jusqu'à l’embouchure du lac Yser (altitude : 391 m) que le courant traverse sur sa pleine longueur ;
- 6,0 km vers le sud, en traversant successivement quatre lacs (Byng, Diegem, lac non identifié et Palfart), jusqu'à l’embouchure du lac Palfart (longueur : 0,5 km ; altitude : 378 m) que le courant traverse sur 0,4 km ;
- 2,4 km vers le sud, jusqu'à l’embouchure du lac Cannelle (longueur : 1,4 km ; altitude : 365 m) que le courant traverse sur 1,1 km ;
- 1,5 km vers le sud, en traversant sur 0,7 km le lac Gustave (longueur : 1,3 km ; altitude : 365 m), jusqu’à la confluence de la rivière[2].

La rivière Yser se décharge dans le canton de Champrodon sur la rive ouest de la rivière Chochocouane, dans le territoire non organisé de Réservoir-Dozois.
Cette confluence de la rivière Yser est située, à 24,6 km de la confluence de la rivière Chochocouane, à 28,2 km au nord-est de la route 117, à 73,9 km au sud-est du centre-ville de Val-D’Or et à 70,7 km au sud-est du centre-ville de Senneterre.

## Toponymie
Le toponyme rivières Yser évoque la bataille de l’Yser (comportant un ensemble de combats) qui s’est déroulée du 17 au 31 octobre 1914. Cette bataille opposait les troupes aux troupes belges et françaises qui tentaient d’arrêter les unités de l’armée allemande qui avaient pour objectif de franchir le fleuve en direction de Dunkerque. Une vaste inondation, déclenchée fin octobre 1914, a réussi à stopper définitivement la progression des assaillants.
Le toponyme rivière Yser a été officialisé le 4 juillet 1972 à la Commission de toponymie du Québec.